# فلور کرپوریشن
فلور کورپوریشن (به انگلیسی: Fluor Corporation) شرکت مهندسی و ساخت‌وساز آمریکایی است، که به عنوان دومین شرکت ساخت‌وساز جهان شناخته می‌شود.
این شرکت در زمینه طراحی و ساخت پالایشگاه‌ها، مجتمع‌های پتروشیمی، خطوط لوله، نیروگاه‌های برق، زیرساخت‌های شهری، پل‌ها و آزادراه‌ها، ساختمان‌های اداری و دولتی، کارخانجات تولیدی و سازه‌های صنعتی، نیروگاه‌های هسته‌ای و بادی، همچنین ارائه خدمات پشتیبانی فنی، نیروی انسانی، اجاره ماشین‌آلات و تجهیزات ساخت‌وساز فعالیت می‌نماید.
شرکت فلور در سال ۱۹۱۲ توسط جان سیمون فلور، در سانتا آنا، کالیفرنیا تأسیس شد. دفتر مرکزی این شرکت در شهر ایروینگ، تگزاس، قرار دارد و سهام آن در بازار بورس نیویورک معامله می‌شود. فلور در سال ۲۰۱۳ در فهرست فرچون ۵۰۰ در رتبه ۱۱۰ از بزرگترین شرکت‌های ایالات متّحده آمریکا جای گرفت.